# Palacio de los Patos (Granada)
El palacio de los Patos es un edificio situado en el municipio español de Granada, en la provincia homónima. Se encuentra ubicado en el cruce de las calles Recogidas y Solanillo de Gracia.

## Historia
El Palacio de los Patos se construye en el año 1890, promovido por Eduardo Moreno, y su esposa Filomena Agrela, siendo su autor el arquitecto Francisco Giménez Arévalo, que fue construido en el siglo XIX en lo que entonces era las afueras de la ciudad. Actualmente el Palacio de los Patos está en pleno centro urbano, en el barrio de Recogidas, aunque en su origen su situación era en el extrarradio, rodeado de huertas y al borde de caminos hacia la Vega.

## Palacio
Por la estética y el momento de su construcción, este palacio podemos considerarlo dentro del estilo historicista. Destaca en él la hábil combinación de elementos clasicistas, como es el frontón que preside su fachada principal a la calle Solanillo de Gracia, y la incorporación de elementos de la arquitectura industrial  como es la utilización del hierro fundido para el porche de entrada.

## Catalogación
El Palacio de los Patos de Granada está catalogado como Bien de Interés Cultural, en su tipología de Monumento, y así aparece publicado en el BOE de fecha 27 de agosto de 1981.